# Вагнер Юлій Миколайович
Ю́лій Микола́йович Ва́гнер (1865 — 1945) — професор, ентомолог, міністр праці Української Держави.

## Часи Російської імперії
Народився 1 грудня 1865 року в родині зоолога і письменника Миколи Петровича Вагнера. За походженням німець. Родина Вагнерів підтримувала дружні стосунки з багатьма відомими людьми того часу, серед них — М. Коцюбинський, Марко Вовчок, І. Тургенєв.
1893 року закінчив фізико-математичний факультет Петербурзького університету, там залишився працювати. 1894 року захистив дисертацію на тему «Історія ембріонального розвитку», обіймав посаду приват-доцента.
У 1898 році надвірний радник Вагнер зі ступенем доктора зоології розпочинає працю в новоствореному Київському політехнічному інституті. Рекомендації йому давали Ковалевський Олександр Онуфрійович, Заленський Володимир Володимирович, Семенов-Тянь-Шанський Петро Петрович. Ректор КПІ Кирпичов Віктор Львович на основі цих рекомендацій клопочеться, і Вагнер призначений на посаду екстраординарного професора. Створює лабораторію з прикладної зоології та ентомології.
Протягом двох років від Київської губернської комісії народного господарства вивчав шкідливих комах сільського господарства. За науково-педагогічну та суспільну діяльність нагороджений орденами Святої Ганни II ступеня та Святого Володимира IV ступеня.
У січні 1911 року страйк студентів проти обмеження їх прав підтримали студенти та частина викладачів КПІ, влада почала репресії, звільнено 3 професори; 17 професорів, серед них і Вагнер, підписують протестаційний лист. За це викладачі отримали догани; Вагнер подає заяву і в березні 1911 року звільняється з інституту. Виходить на пенсію, продовжує займатися науковою діяльністю, працює завідувачем ентомологічного відділу Київської сільськогосподарської станції, займається видавничою діяльністю.
В часі Першої світової війни стає активістом «Військово-промислового комітету», сприяє відкриттю шпиталів, збирає кошти на потреби вояків. Зрештою ці погляди приводять професора Вагнера в табір конституційних демократів (партію кадетів). 

## Українські часи
У 1917 підписав протест Київської політехніки проти українського руху, який було розміщено на шпальтах газети «Кіевлянинъ».
Після повалення царату працює у виконавчому комітеті, створеному прихильниками Тимчасового уряду. Тоді ж рішенням ради КПІ його повертають в інститут і призначають завідувачем кафедри ентомології.
Весною 1918 року професор М. Василенко пропонує йому увійти до складу уряду за Скоропадського. 3 травня Вагнер приєднався до міністерства праці.
На організацію громадських робіт і створення біржі праці одразу виділяється 100 мільйонів карбованців. При міністерстві створюються департаменти ринку праці, громадських робіт, охорони праці та статистики; готуються необхідні документи для врегулювання робочих відносин, підготовані закони про колективні договори, промислову кооперацію, профспілки, промисловий суд, соціальне страхування. При міністерстві створено дорадчий орган з представників уряду, робітників та підприємців. Мав намір залучити до розв'язання робітничої проблеми в Україні досвід законодавчих актів розвинутих країн Західної Європи, для цього в міністерстві вивчалися європейські законодавчі акти щодо цього питання.
Не будучи ані прихильником швидкої українізації, ані соціалістичної ідеології, як прихильник лібералізму, він мав багато політичних опонентів. Ю. Винниченко називав його українофобом. У жовтні поставив свій підпис під «Зверненням 10 міністрів» до Ф. Лизогуба з протестом проти встановлення зв'язків між Україною та радянською Росією. За цей демарш 24 жовтня Вагнер відправлений у відставку, а його на цій посаді змінив соціаліст-федераліст М. А. Славинський.
Гетьман П. Скоропадський писав, що Ю. Вагнер не мав істотного впливу в Раді Міністрів, бо був м'якого характеру, через що багато корисних задумів з робітничого питання втілити в життя не вдалося.

## В еміграції
Після приходу до влади Директорії Вагнер залишає Україну, якийсь час працює фахівецем-зоологом у радянській Росії. На початку 1925 року вчений разом з дружиною, сином і дочкою переїжджають до Королівства сербів, хорватів і словенців; викладав зоологію у гімназії, став професором сільськогосподарського і лісового факультетів Белградського університету. 1926 року Вагнер засновує ентомологічне товариство Югославії.
Помер близько 1945—1946 років.